# Samartín
Samartín (Rey Aurelio en castellà) és una parròquia del conceyu asturià de Samartín del Rei Aurelio. Té una població de 4774 habitants (INE, 2006) en 2564 habitatges. Ocupa una extensió de 7,42 km² i està situada a 28 quilòmetres de la capital del Principat.
L'església parroquial està dedicada a Sant Martí de Tours